# Haiti nos Jogos Pan-Americanos de 1951
O Haiti competiu nos Jogos Pan-Americanos de 1951 em Buenos Aires de 25 de fevereiro a 10 de março de 1951. Conquistou 1 medalha de bronze.

## Medalhistas
| Atleta         | Esporte              | Evento                            | Medalha |
| -------------- | -------------------- | --------------------------------- | ------- |
| Joseph Charlot | Levantamento de peso | Até 60 kg (peso pena) - masculino | Bronze  |

| Esporte   | Medalha de ouro | Medalha de prata | Medalha de bronze | Total |
| Atletismo | 0               | 0                | 1                 | 1     |
| Total     | 0               | 1                | 1                 | 1     |